# Gustaf Svensson (smed)
Sven Gustaf Svensson, född 18 september 1856 i Kisa, död 28 mars 1943 i Ulrika, Östergötland, var en svensk smed och skulptör.
Han var son till smeden Sven Magnus Svensson och Britta Maria Gustava Lundberg och gift med Selma Charlotta Ekvall. Svensson var under större delen av sitt liv verksam som bysmed i Ulrika. Efter sin pensionering på 1920-talet började han samla vildvuxna trädrötter som han med små ingrepp i form av inskärningar skapade ögon och munnar och skapade därmed olika fabel- och drömdjur. Ett urval av hans stora produktion visades på hantverksutställningar i Norrköping och Västervik under 1930- och 1940-talen. Det var först efter Svenssons död 1943 som hans originalitet och hans djurskulpturer med deras samhörighet med nordisk allmogekonst poängterades. 